# Jesús Rodríguez (piłkarz)
Jesús Iván „Araña” Rodríguez Trujillo (ur. 21 maja 1993 w Tuxtla Gutiérrez) – meksykański piłkarz występujący na pozycji bramkarza, od 2016 roku zawodnik Puebli.